# Diga di Sultanköy
La diga di Sultanköy è una diga della Turchia. Si trova nella provincia di Edirne.